# Irène (Voltaire)

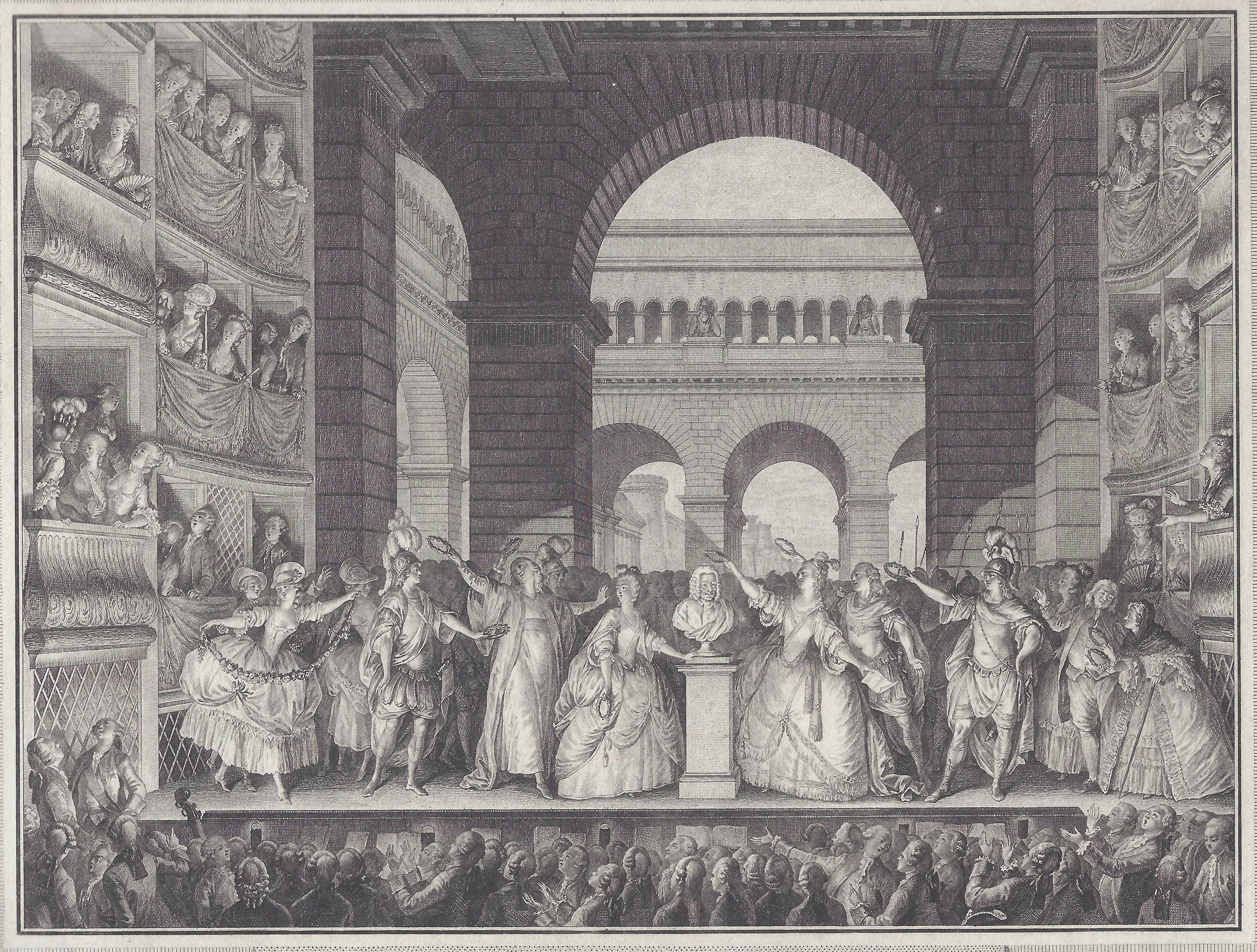
Die Krönung der Büste Voltaires nach der sechsten Aufführung der Irène am 30. März 1778

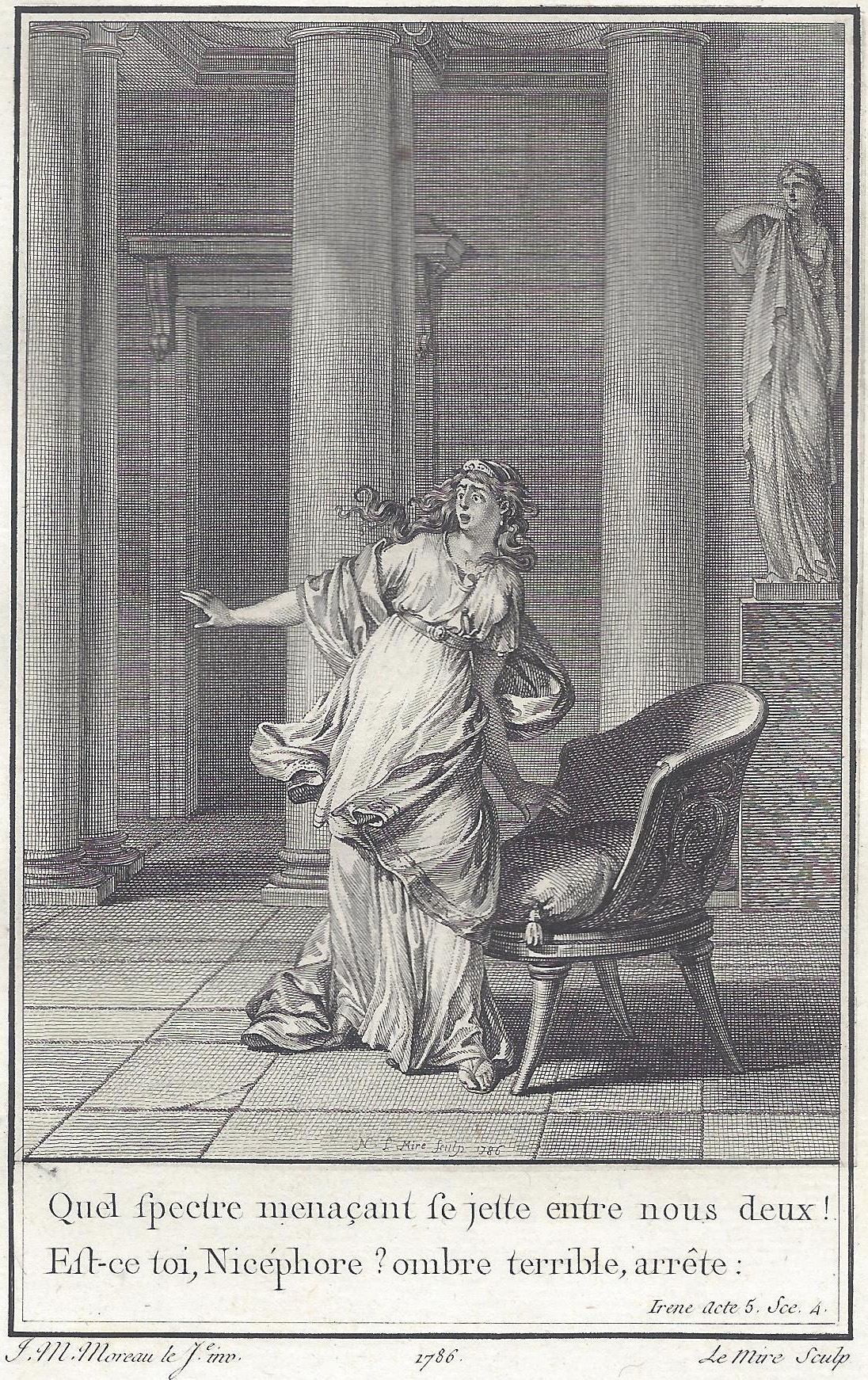
Jean-Michel Moreau: Illustration zur Irène 1786

Irène ist die vorletzte Tragödie in fünf Aufzügen von Voltaire. Das Stück wurde von dem 84-jährigen Autor 1777 verfasst und in Anwesenheit des Autors unter großer Anteilnahme der Schauspieler und des Publikums am 16. März 1778 in Paris uraufgeführt.

## Handlung
Die Handlung spielt im Wohnzimmer des ehemaligen Konstantinpalastes in Konstantinopel.
Akt 1
Irène, durch Druck der Mutter Gattin des Kaisers von Konstantinopel, liebt den Prinzen von Griechenland Alexis. Mit ihm zusammen wurde sie aufgezogen. Nach einem siegreichen Feldzug u. a. gegen die Skythen kehrt der Prinz gegen den Willen des Kaisers nach Konstantinopel zurück, denn er will Iréne seine Liebe erklären. – Irène versucht zunächst, die fatale Liebe zu Alexis in sich zu unterdrücken und ihrem Gatten treu zu bleiben.
Akt 2
Das Volk liebt Alexis, will ihn auf dem Thron. Der Kaiser erklärt ihm, er dürfe sich nur auf seine ausdrückliche Order hin in Konstantinopel aufhalten und fordert ihn auf, die Stadt sofort zu verlassen. Auf Alexis’ Weigerung hin befiehlt der Kaiser seine Verhaftung und Hinrichtung. Für Alexis gibt es daraufhin nur noch die Alternative: “je règne, ou je péris”. – Angesichts der drohenden Auseinandersetzung bittet Irène Gott ihren Gatten zu retten.
Akt 3
Unterstützt von seinem Attaché Memnon zieht Alexis mit seiner Armee gegen den Kaiser. Es tobt der Kampf um Konstantinopel. Alexis siegt und will Nicéphore verschonen, dieser wird jedoch von dem unbändigen Volk getötet. Alexis besteigt den Thron. Unter dem Einfluss ihres Vaters Léonce legt die Witwe den Eid ab, dass sie vom Thron steige und in ein Kloster eintrete. Sie erklärt dem neuen Herrscher, er solle ohne sie leben und regieren.
Akt 4
Alexis verlangt von Léonce, ihm seine Tochter zurückzugeben – dessen Weigerung entrüstet den neuen Kaiser. Als er erfährt, dass ihr Vater und der Patriarch in den Gemächern der Witwe sind, lässt er den Bereich von Wachen umstellen.
Akt 5
Alexis lässt Léonce in Ketten legen. Irène bittet den Herrscher in ihrer Verzweiflung um die Freilassung ihres Vaters, was jener bereitwillig gewährt. Als sie allein ist, erkennt sie, solange sie Alexis liebe, werde sie Gott nicht kennen. Sie zieht einen Dolch und ersticht sich.

## Beigabe
Voltaire verfasste einen Brief an die Académie française, den er der Tragödie voranstellte. In diesem Brief betonte er die Eigenständigkeit und den Stellenwert der französischen Dichtung gegenüber der englischen Tradition in der Folge Shakespeares und  bezog damit zu einer von Louis-Sébastien Mercier und Michel-Jean Sedaine angestossenen Debatte Stellung.

## Zeitgenössische Rezeption
Die Aufführung der Irène war einer der Beweggründe des greisen Voltaires nach Paris zurückzukehren. Voltaire war in Begleitung seines Mündels der Madame Villette persönlich bei der Erstaufführung in der Loge des ersten Kammerherrn zugegen. Die Vorstellung geriet zur Huldigung seiner Person und seines Lebenswerkes. Die Tragödie Irène erlebte nur sechs weitere Aufführungen.

## Aufführungen
Das Stück geriet bei seiner Uraufführung am 16. März 1778 in der Comédie-Française zu einem Spektakel, bei dem eine Büste Voltaires von Jean-Antoine Houdon auf der Bühne im Anschluss an die Aufführung mit Lorbeerkränzen gekrönt wurde.

## Drucklegung
Der Druck der Irène mit dem Impressum Paris erschien erst posthum 1779 in Paris und einer Gegenfassung in Lausanne.

## Erste Ausgaben
- Irène, ohne Drucker, Paris, 62 S.
- Irène, ohne Drucker, Paris (recte Lausanne), 62 S.

## Belege
1. ↑  Vgl. Voltaire. Œuvres complètes 7. Théâtre – Tome sixième. Paris 1877, p. 315–378. Valérie André: Irène, in: Dictionnaire Voltaire, Hachette Livre, 1994, S. 113f.
2. ↑  Vgl. Theodore Besterman: Der Triumph des Oedipe (1718), in: Voltaire, Winkler, München, 1971, S. 451ff.